# Libero mercato
Il libero mercato è un mercato in cui i prezzi di beni e servizi sono raggiunti esclusivamente dalla mutua interazione di venditori e acquirenti, ovvero produttori e consumatori. Per definizione, nel libero mercato venditori e acquirenti non si forzano o ingannano a vicenda, né sono forzati da una terza parte. Gli effetti aggregati delle decisioni dei singoli sono descritti dalle leggi della domanda e dell'offerta.
I mercati liberi sono in netta opposizione ai mercati controllati delle economie pianificate, in cui i governi regolano direttamente o indirettamente i prezzi e le forniture, pianificando la distribuzione tra i consumatori in base agli obiettivi. Essi possono distribuire i beni in base ai bisogni o favorire chi produce di più, fornendo in tal modo incentivi. Una filosofia intermedia è quella delle economie miste, dove al liberismo puro si affianca la mano interventista dello Stato volto a garantire l'eventuale riequilibrio del sistema attraverso la politica economica.

## Definizioni e contesti
Nella filosofia sociale una economia di mercato è un sistema per allocare i beni all'interno della società: chi ottiene cosa, e cosa viene prodotto, è determinato non dallo stato, ma dal potere d'acquisto mediato dalla domanda e dall'offerta all'interno del mercato.
Nel mercato libero il prezzo di un bene o servizio aiuta a quantificarne il valore che i consumatori gli attribuiscono, anche in rapporto ad altri beni e servizi. Questa relazione tra prezzo e valore è più chiara che non in un mercato controllato. Secondo la teoria, infatti, attraverso la competizione dei fornitori che offrono beni e servizi, i prezzi tendono a decrescere e la qualità a crescere.
L'economia del libero mercato è strettamente associata con la filosofia economica del laissez faire. Dunque, con la mano pubblica limitata ad un ruolo difensivo, lo stato stesso non interviene in prima persona nel mercato, se non imponendo tasse al fine di finanziare il mantenimento del libero mercato. Alcune concezioni del libero mercato si oppongono anche alle stesse tasse, sostenendo che il mercato è migliore nel fornire tutti i servizi senza eccezione, tra cui la difesa e la legge. Anche se alcuni capitalisti guardano al libero mercato come ad un utile ma anche semplicistico modello per sviluppare le politiche economiche al fine di ottenere obiettivi sociali, altri guardano al libero mercato come ad una normativa e non ad un concetto descrittivo, e sostengono che le politiche che deviano dalla soluzione del libero mercato ideale sono 'sbagliate' anche se sono ritenute portatrici di benefici sociali immediati. Paul Samuelson trattò il fallimento di mercato come l'eccezione alla regola del mercato efficiente.
In politica economica, all'estremo opposto dell'economia di mercato vi è l'economia pianificata, dove le decisioni riguardo alla produzione, la distribuzione e la fissazione dei prezzi sono sotto il controllo dello stato. Altri opposti sono l'economia del dono e l'economia di sussistenza.
Le economie miste sono un intermedio tra queste economie e sono la base di politica socioeconomica preferita per molti paesi e partiti politici.
In altre parole, una economia di libero mercato è "un sistema economico in cui gli individui, più che il governo, prendono la maggior parte delle decisioni riguardanti le attività e le transazioni economiche".

## Domanda e offerta
La domanda e l'offerta sono le due facce dello stesso insieme di transazioni. In maniera qualitativa si può dire che la domanda di un oggetto (sia esso un bene o un servizio) rappresenta la pressione di mercato da parte delle persone o organizzazioni che desiderano acquistarlo. Essi offrono denaro per l'oggetto, mentre i venditori offrono l'oggetto in cambio di denaro. Quando il denaro offerto è equivalente a quello richiesto, la transazione può verificarsi (anche in maniera automatica, come nel mercato azionario). In realtà, molti mercati non somigliano al mercato azionario (ad esempio il mercato del lavoro) e ci sono significative barriere alla comparazione delle offerte (significative rispetto, ad esempio, al commercio al dettaglio).
Quando la domanda supera l'offerta, chi offre può alzare il prezzo. I consumatori che si possono permettere prezzi più alti possono ancora comprare il bene, mentre gli altri possono tutti rinunciare al bene, comprare un bene simile, o rivolgersi altrove per l'acquisto (ad esempio un consumatore può preferire comprare un hamburger da due euro da McDonald's invece di comprare un panino spendendo tre euro). Man mano che i prezzi salgono, i produttori possono anche decidere di incrementare la produzione. O altri fornitori possono entrare nel mercato. Ad esempio, negli USA, quando Starbucks ha cominciato a vendere caffè di qualità, ha messo in luce l'esistenza di domanda di caffè a tre dollari alla tazza. Altri negozi hanno così iniziato ad offrire quel tipo di caffè per soddisfare la domanda.
La crescita (in volume) della domanda può portare a prezzi minori, come ad esempio è successo nel campo dei computer e dei dispositivi elettronici. Le tecniche di produzione di massa hanno costantemente ridotto i prezzi dal 20 al 30% all'anno fin dagli anni sessanta. Le funzioni di un mainframe dal valore di milioni di dollari negli anni sessanta possono essere compiuti da un computer da 500 dollari nel 2000.

## Ordine spontaneo o "Mano invisibile"
Friedrich Hayek affermò la visione liberale classica che le economie di mercato permettono la creazione di un ordine spontaneo, che è "un'allocazione delle risorse della società più efficiente di quanto possa ottenere ogni pianificazione." In accordo con ciò, nelle economie di mercato, sofisticate reti di affari si formano per produrre e distribuire beni e servizi attraverso l'economia. Questa rete non è stata progettata, ma è emersa come risultato delle decisioni economiche individuali decentralizzate. I sostenitori dell'idea dell'ordine spontaneo riconducono le proprie opinioni al concetto della mano invisibile proposta da Adam Smith nel suo La ricchezza delle nazioni in cui si afferma che l'individuo il quale:
"si propone unicamente il proprio profitto è come se fosse guidato da una mano invisibile a promuovere un fine che non faceva parte delle proprie intenzioni. Né è sempre il peggio per la società che questo fosse fuori dalle sue intenzioni. Perseguendo il proprio interesse, un individuo spesso fa progredire la società più efficacemente di quando intende davvero farla progredire. Non ho mai sentito del molto ben fatto da quelli che ostentano di commerciare per il bene comune." (La ricchezza delle nazioni)
Smith evidenzia che nessuno ottiene la propria cena facendo appello all'amore fraterno del macellaio, del fattore o del fornaio. Piuttosto si fa appello al loro stesso interesse, e li si paga per il loro lavoro.
( Adam Smith, 2, in La ricchezza delle nazioni, 1776. URL consultato l'8 dicembre 2007.)
I sostenitori di questa visione affermano che l'ordine spontaneo è superiore ad ogni ordine pianificato dall'alto (che non permetta agli individui di fare le proprie scelte su cosa produrre, cosa comprare e vendere a quale prezzo), in quanto è impossibile effettuare il calcolo economico in assenza di un libero mercato e quindi diventa impossibile assegnare razionalmente valori e priorità alla produzione e al consumo. Essi ritengono inoltre che qualsiasi tentativo di implementare la pianificazione centralizzata avrà come conseguenza un maggior disordine, o una diminuzione dell'efficienza nella produzione e distribuzione di beni e servizi. (Mises, Human Action, p. 857; p. 861)

## Equilibrio economico
La legge della domanda e dell'offerta è predominante nel mercato libero ideale, determinando i prezzi attraverso un equilibrio che bilancia la domanda di beni e la loro offerta. A questi prezzi di equilibrio, il mercato distribuisce i beni agli acquirenti in base alle preferenze (o utilità) di ciascun acquirente per ciascun bene ed entro i relativi limiti di potere d'acquisto di ciascun acquirente.
Questo comportamento stabilizzatore del libero mercato racchiude certe ipotesi in relazione ai suoi agenti, ad esempio che essi agiscano indipendentemente l'uno dall'altro. 

## Distribuzione del benessere
A livello puramente teorico, i sostenitori del libero mercato non si interessano della distribuzione del benessere conseguente al sistema; comunque, su un livello di pratica politica, la questione è importante. La distribuzione del potere d'acquisto in un'economia dipende in larga parte dalla natura dell'intervento statale, dalle classi sociali, nonché da altri fattori minori come le relazioni familiari, le eredità, le donazioni e così via. Le teorie che descrivono il funzionamento del libero mercato si focalizzano prevalentemente sul mercato del lavoro, e su come l'equilibrio determinato da tale mercato si rifletta sul mercato dei beni di consumo e sui mercati finanziari e del capitale, determinando la domanda aggregata: tramite i meccanismi di equilibrio essi definiscono l'efficienza massima teoricamente possibile. Il mercato libero può essere visto come mezzo per semplificare il processo decisionale attraverso ciò che è conosciuto come dollar voting, dove acquistare un bene è equivalente ad assegnare un voto al produttore per fare in modo che continui a produrre quel bene. I modelli che spiegano e interpretano la teoria di libero mercato, dunque, concentrano la propria analisi sul livello di benessere sociale che gli equilibri garantiscono, considerando principalmente il reddito prodotto dalle unità aggregate che interagiscono sul mercato, e solo secondariamente la suddivisione delle risorse tra i singoli individui.

### Esternalità
Un'obiezione pratica è l'affermazione che i mercati non tengono in considerazione le esternalità (cioè gli effetti di transazioni che riguardano terze parti), come gli effetti negativi dell'inquinamento o gli effetti positivi dell'istruzione, sebbene questa critica sia messa in discussione da chi sostiene che una esternalità come l'inquinamento possa essere e venga in effetti regolarmente trattata dai tribunali attraverso il principio di protezione della libertà individuale e del diritto di proprietà. Che cosa esattamente costituisca una esternalità potrebbe essere oggetto di discussione, inclusa la considerazione di come l'estensione del concetto cambi in base al clima politico.
Alcuni sostenitori dell'economia di mercato credono che lo stato non dovrebbe diminuire la libertà del mercato, in quanto non è possibile distinguere le esternalità create dal mercato e quelle generate dallo stato, e non è altrettanto possibile determinare quale sia l'appropriato livello di intervento necessario per risolvere le esternalità create dal mercato. Altri ritengono che il governo dovrebbe intervenire per prevenire i fallimenti del mercato pur preservando la struttura generale di un'economia di mercato. Nel modello di una economia sociale di mercato lo stato interviene solo laddove il mercato fallisce nella sua funzione sociale. John Rawls è stato un illustre sostenitore di questa idea.

## Critiche
Il concetto nella sua presunta efficacia ed efficienza è stato fortemente criticato dall'economista John Maynard Keynes nel XX secolo il quale a fondamento della sua economia keynesiana ha posto il concetto che qualunque sistema economico lasciato completamente libero a se stesso, pur raggiungendo un certo equilibrio in un certo lasso di tempo, porta a inevitabili distorsioni del sistema (ad es. in termini di redistribuzione di ricchezza) se soggetto unicamente all'interesse privato egoistico dei singoli fino al caso limite di produrre grandi crisi economiche come accadde anche nella grande depressione, da cui la necessità di un sostegno interventista statale correttivo sull'economia attraverso la politica economica in sistemi detti a economia mista.